# Acapella
„Acapella“ je píseň americké popové zpěvačky Kelis. Píseň pochází z jejího pátého studiového alba Flesh Tone. Produkce se ujal francouzský DJ David Guetta. Píseň měla premiéru na internetu v listopadu 2009, ale oficiálně vydána byla až 23. února 2010, kdy se stala singlem z nadcházejícího alba.

## Video
Klip byl natočenn v prvním týdnu března 2010. Natáčení vedl britský tým skládající se z fotografa Johna „Rankin“ Waddella a režiséra Chrise Cottama. Video mělo premiéru na stránkách Vevo.

## Hitparáda
| Žebříček | Příčka |
| -------- | ------ |
| Anglie   | 5      |
| Německo  | 21     |
| Irsko    | 17     |
| Evropa   | 20     |
| Česko    | 36     |